# Spoorlijn Châtel-St-Denis - Montbovon
De spoorlijn Châtel-St-Denis - Montbovon is een Zwitserse spoorlijn van de voormalige onderneming Chemin de fer Châtel-Bulle–Montbovon (CBM) gelegen in het kanton Fribourg.

## Geschiedenis
De Chemin de fer Châtel–Bulle–Montbovon (CBM) nam in meerdere etappes het traject van Châtel-Saint-Denis over Bulle en Gruyères naar Montbovon tussen 1903 en 1904 in gebruik.
In Montbovon bestaat een aansluiting met de Montreux-Berner Oberland-Bahn (MOB) in de richting Montreux en in de richting Zweisimmen.

## Fusie
De Chemin de fer Châtel–Palézieux (CP) en de Chemin de fer Châtel–Bulle–Montbovon (CBM) fuseerden in 1907 en gingen verder onder de naam Chemins de fer électriques de la Gruyère (CEG).
Het traject van Bulle naar Broc en de melkfabriek/Chocolade fabriek Cailler (tegenwoordig bekend als Nestlé) werd in 1912 geopend.
Het oorspronkelijke traject zou doorlopen naar Fribourg maar dit werd wegens het uitbreken van de eerste wereld oorlog niet gerealiseerd.
De Chemins de fer électriques de la Gruyère (CEG) fuseerde op 1 januari 1942 met de Chemin de fer Bulle–Romont (BR) en de Chemin de fer Fribourg–Morat–Anet (FMA) en gingen verder onder de naam Chemins de fer Gruyère–Fribourg–Morat (GFM).
De GFM had geen invloed op de bedrijfsvoering van de voormalige FMA.
Op 1 januari 2000 fuseerden Compagnie des Chemins de fer fribourgeois (Gruyère-Fribourg-Morat) (GFM) en de Transport en commun de Fribourg (TF) en gingen verder onder de naam Transports publics Fribourgeois (TPF)

## Elektrische tractie
Het traject van de Chemin de fer Châtel-Bulle–Montbovon (CBM) werd geëlektrificeerd met een spanning 900 volt gelijkstroom.